# Mona Maris
Rosa Emma Mona María Marta Capdevielle coneguda artísticament com a Mona Maris (Buenos Aires, 7 de novembre de 1906 − Buenos Aires, 23 de març de 1991) va ser una actriu de cinema argentina que va actuar a Europa i els Estats Units durant el primer període del cinema. Va ser coneguda a l'Argentina com L'orgull de les pampes.

## Biografia
La seva mare era basca i el seu pare francès. Als dinou anys parlava quatre idiomes i havia rebut educació a Anglaterra, França i Alemanya.
Va arribar a Hollywood de Berlín amb un contracte per a la United Artists el 31 de desembre de 1928 de la mà de Joseph Schenck, president d'aquesta empresa.
Ja llavors havia aparegut en films germans. La seva popularitat a Sud-amèrica va ser ràpida.
L'ambició de Mona de ser actriu es va originar durant la Primera Guerra Mundial quan estudiava a Luders, França. Ella i les seves companyes escrivien, dirigien, i presentaven petites obres per entretenir soldats que estaven estacionats a prop del col·legi. Quan va acabar els estudis, Mona va anar a viure a Londres amb la seva mare, una dona que li donava molta llibertat. El viatge amb ella que havia de durar sis mesos es va perllongar dos anys.
D'Anglaterra, Maris viatjà a Alemanya. Allà mitjançant una carta de l'ambaixador argentí a Berlín, aconsegueix entrevistar el president de la productora alemanya UFA i que li facin una audició i una prova de pantalla. Llavors li ofereixen treballar amb un prominent director amb un contracte per cinc anys. Aconsellada per la seva àvia finalment aconsegueix que la seva família ho accepti i després d'actuar en quatre films, Joe Schenck li va oferir seguir la seva carrera a Hollywood.
Durant la seva estada a Europa va tenir un fugaç matrimoni amb Clarence Brown que va fracassar i amb l'enginyer holandès Harry Geldelman.
Mai va ser confirmada la seva relació amb Carlos Gardel.
Quan Mona Maris va ser consultada al respecte, va respondre: "Quan vaig deixar el meu contracte a Califòrnia per fer Cuesta abajo (amb Gardel) ens vam parlar molt. Sí, li puc assegurar que hi va haver una mútua atracció. Era difícil sostreure's a l'atracció que ell exercia sobre tothom, i jo també era molt atractiva (...) i tenia els meus pretendents... "(...)" Amb Gardel va existir des d'un principi un sentiment mutu. Vostè sap que moltes vegades per raons de treball o altres, dues persones simpatitzen però les circumstàncies impedeixen que germini la planta. De vegades els sentiments es bifurquen o els sega la mort, com va passar en aquest cas.
Al cinema sonor, Mona tenia un anglès inintel·ligible si bé parlava castellà, francès i alemany amb fluïdesa.
Va viure als Estats Units fins al seu retorn definitiu a l'Argentina a principis de la dècada del 70 on va decidir viure des del primer moment a la ciutat de San Carlos de Bariloche. Uns anys després va tornar finalment a Buenos Aires on va viure una llarga vellesa.
Mona Maris va morir d'una complicació pulmonar a Buenos Aires, el 23 de març de 1991.

## Filmografia
- 1925 The Apache
- 1931 a 1941 dinou films de la Fox en castellà i la Paramount, entre ells, Cuesta abajo[2] amb Carlos Gardel
- 1932 El beso de la muerte
- 1933 Secretos
- 1940 El judío eterno
- 1941 Una cita con el halcón
- 1942 I Married an Angel
- 1944 El Gavilán del desierto
- 1944 El halcón en México
- 1946 Heartbeat
- 1950 Los vengadores
- 1954 La mujer de las camelias
- 1984 Camila (com a la llegendària Ana Perichon, "La Perichone") (que cal no confondre amb la peruana Micaela Villegas, La Perricholi o La Périchole)